# Portugalské letectvo
Portugalské letectvo (portugalsky Força Aérea Portuguesa, zkratkou FAP) je letectvo Portugalska a nejmladší složka jeho ozbrojených sil, které tvoří spolu s armádou a námořnictvem.

## Historie

Kokarda užívaná portugalskými vojenskými letadly v době první světové války

Letectvo Portugalska své tradice odvozuje od balonové roty vzniklé v roce 1911. Až do roku 1952 existovaly armádní a námořní letecké síly podřízené těmto složkám ozbrojených sil, které byly 1. července 1952 sloučeny do letectva existujícího jako součást ozbrojených sil země nezávislá na armádě a námořnictvu.
Během své existence se letecké složky portugalských ozbrojených sil podílely na bojích první světové války a válce v portugalských koloniích.

## Organizace a složení

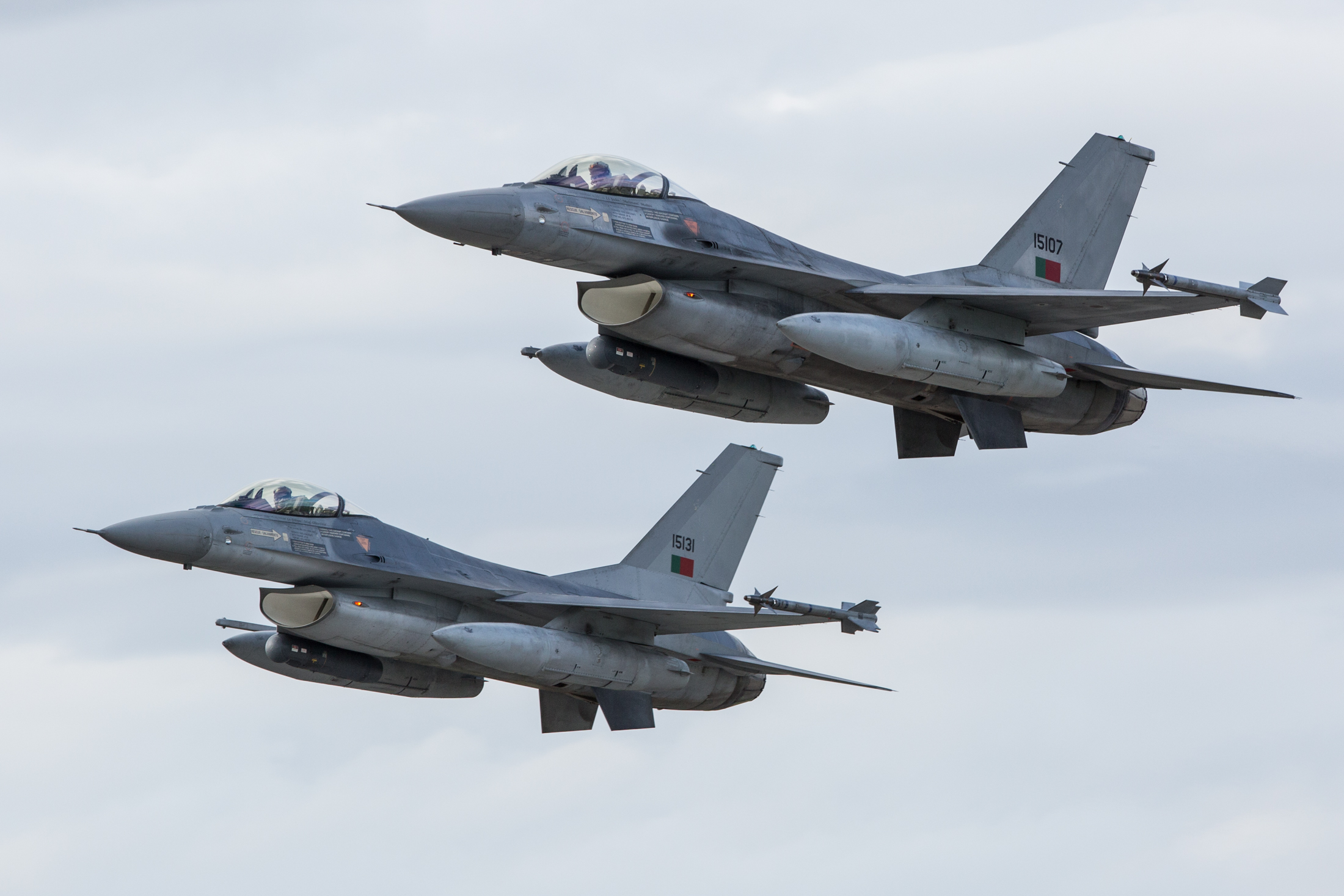
Portugalské F-16 Fighting Falcon

Porugalské letectvo je plně profesionální ozbrojený sbor, který je po operační stránce podřízen náčelníku generálního štábu ozbrojených sil, po ostatních podřízeno ministru národní obrany.
V jeho čele stojí náčelník štábu letectva (Chefe do Estado-Maior da Força Aérea), zkratka této funkce CEMFA je užívána také pro označení jeho štábu, jehož posádka je na základně Amadora.
V roce 2015 se letectvo Portugalska skládalo z 5 957 osob (z toho 1 777 důstojníků, 2 511 poddůstojníků a 842 civilních zaměstnanců) a v současné době disponuje okolo 78 letadly v aktivní službě.
Kromě hlavní vojenské role se potugalské vzdušné síly podílejí i při pomoci orgánům veřejné moci například při policejním pátrání anebo při pátrání a záchraně.
Operační jednotky jsou pod přímým velením Velitelství letectva (Comando Aéreo) v Lisabonu, přímo podléhajícímu náčelníkovi leteckého štábu, které vykonává velení nad operačními jednotkami letectva, kterými jsou základny (Base Aérea), organizačně stojící na stupni křídla. Posádky základen jsou složeny ze dvou skupin (Grupo), jedné letové a jedné týlové podpory a zabezpečení. Letová skupina je trvale dislokována na mateřské základně, ale její části mohou krátkodobě operovat i ze satelitních (záložních) letišť podléhajících velitelství mateřské základny, na kterých jsou permanentně umístěny části skupiny týlového zabezpečení. Skupiny se dělí na několik perutí či eskader (Esquadra), s proměnlivým počtem strojů i mužstva, které mohou být dále členěny na letky (Esquadrilhas). V minulosti existovaly i samostatné letky.
Území Portugalska bylo dříve rozděleno do 3 leteckých regionů, které mohly být dále členěny na zóny, ale v současné době je aktivní pouze velitelství letecké zóny Azory, s velitelstvím na základně v Lajes.

## Přehled letecké techniky
Tabulka obsahuje přehled letecké techniky Portugalského letectva v roce 2021 podle Flightglobal.com.
| Název                                 | Fotografie                     | Původ                     | Určení                                                | Verze          | Ve službě      | Poznámky |                |
| Bojové letouny                        | Bojové letouny                 | Bojové letouny            | Bojové letouny                                        | Bojové letouny | Bojové letouny | Bojové letouny | Bojové letouny |
| ------------------------------------- | ------------------------------ | ------------------------- | ----------------------------------------------------- | -------------- | -------------- | --- | -------------- |
| General Dynamics F-16 Fighting Falcon |                                | USA                       | víceúčelový bojový letoundvoumístný bojový letoun     | F-16AMF-16BM   | 243            | Některé jiné prameny udávají celkový početní stav portugalských F-16 vyšší. V Portugalsku probíhají modernizace a renovace strojů F-16 v rámci programů MLU/Falcon STAR pro řadu zákazníků a po dobu jejich výskytu v zemi jsou tyto letouny formálně vedeny ve stavu FAP, jehož opravárenská zařízení se na těchto programech podílejí, ale nejsou jím provozovány. |                |
| Speciální letouny                     |                                |                           |                                                       |                |                | |                |
| CASA C-295                            |                                | Evropská unie             | námořní hlídkový letoun                               | C-295 MPA      | 5              | |                |
| Lockheed P-3 Orion                    |                                | USA                       | námořní hlídkový letoun                               | P-3C CUP+      | 4              | Původem z výzbroje Nizozemského královského námořnictva |                |
| Dopravní a transportní letouny        |                                |                           |                                                       |                |                | |                |
| CASA C-295                            |                                | Evropská unie             | taktický transportní letoun                           |                | 7              | |                |
| Embraer C-390 Millennium              | KC-390 (ilustrační fotografie) | Brazílie                  | střední transportní letoun                            |                | 0              | 5 kusů objednáno závazně, 1 předběžně. |                |
| Lockheed C-130 Hercules               |                                | USA                       | střední transportní letoun                            | C-130H         | 4              | |                |
| Vrtulníky                             |                                |                           |                                                       |                |                | |                |
| EH101                                 |                                | Spojené království Itálie | víceúčelový a transportní vrtulník/pátrání a záchrana |                | 12             | |                |
| Leonardo Helicopters AW119 Koala      | AW119 (ilustrační fotografie)  | Itálie                    | užitkový vrtulník                                     |                | 4              | Objednán ještě 1 kus závazně a 2 předběžně. |                |
| UH-60 Black Hawk                      |                                | USA                       | víceúčelový vrtulník                                  |                | 0 (+6)         | Objednány v srpnu 2022. Mají sloužit k hašení požárů. |                |
| Cvičná letadla                        |                                |                           |                                                       |                |                | |                |
| Socata TB 30 Epsilon                  |                                | Francie                   | cvičný letoun                                         |                | 15             | |                |